# Estação Fondo

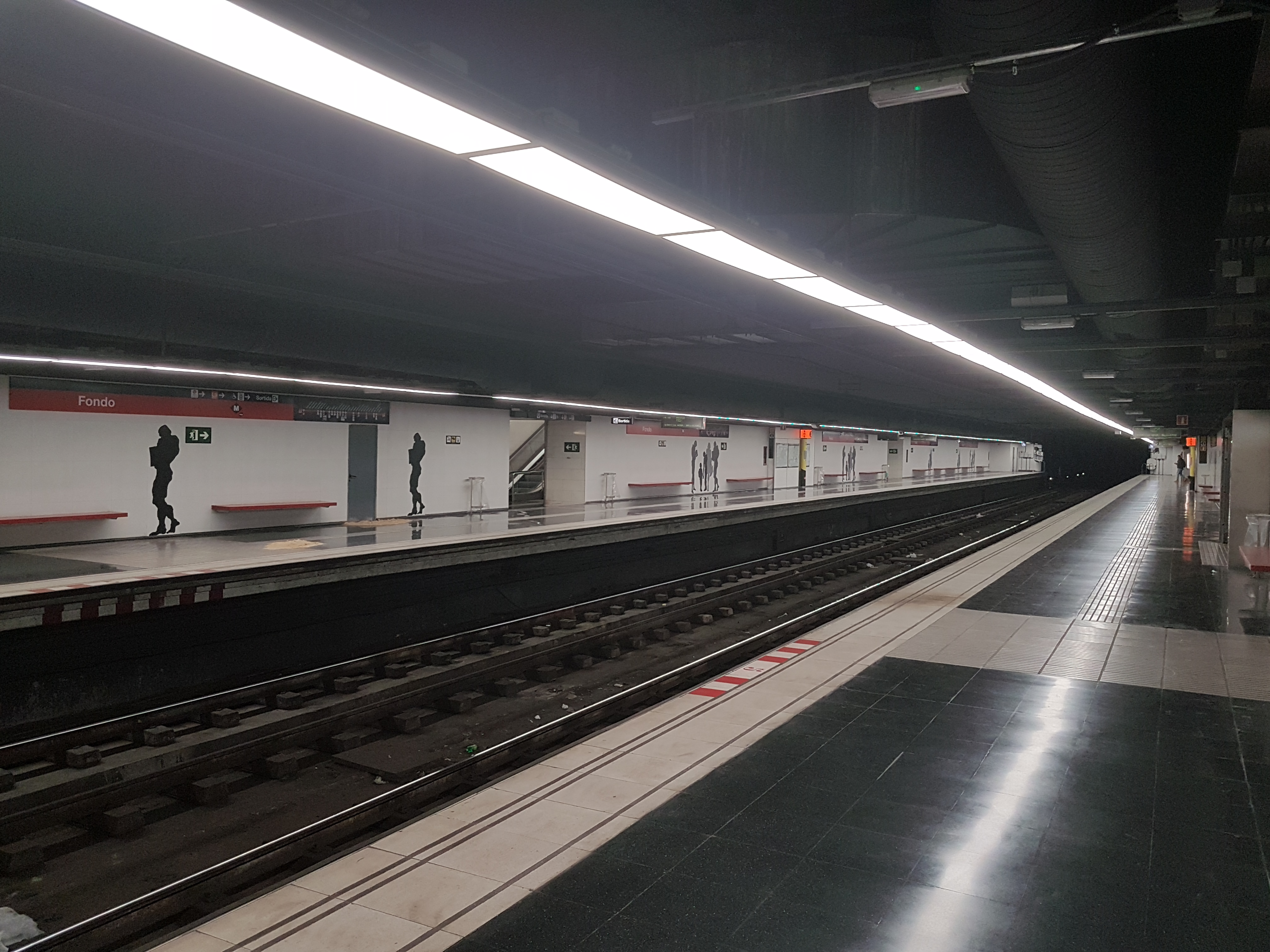
Estação Fondo L1.

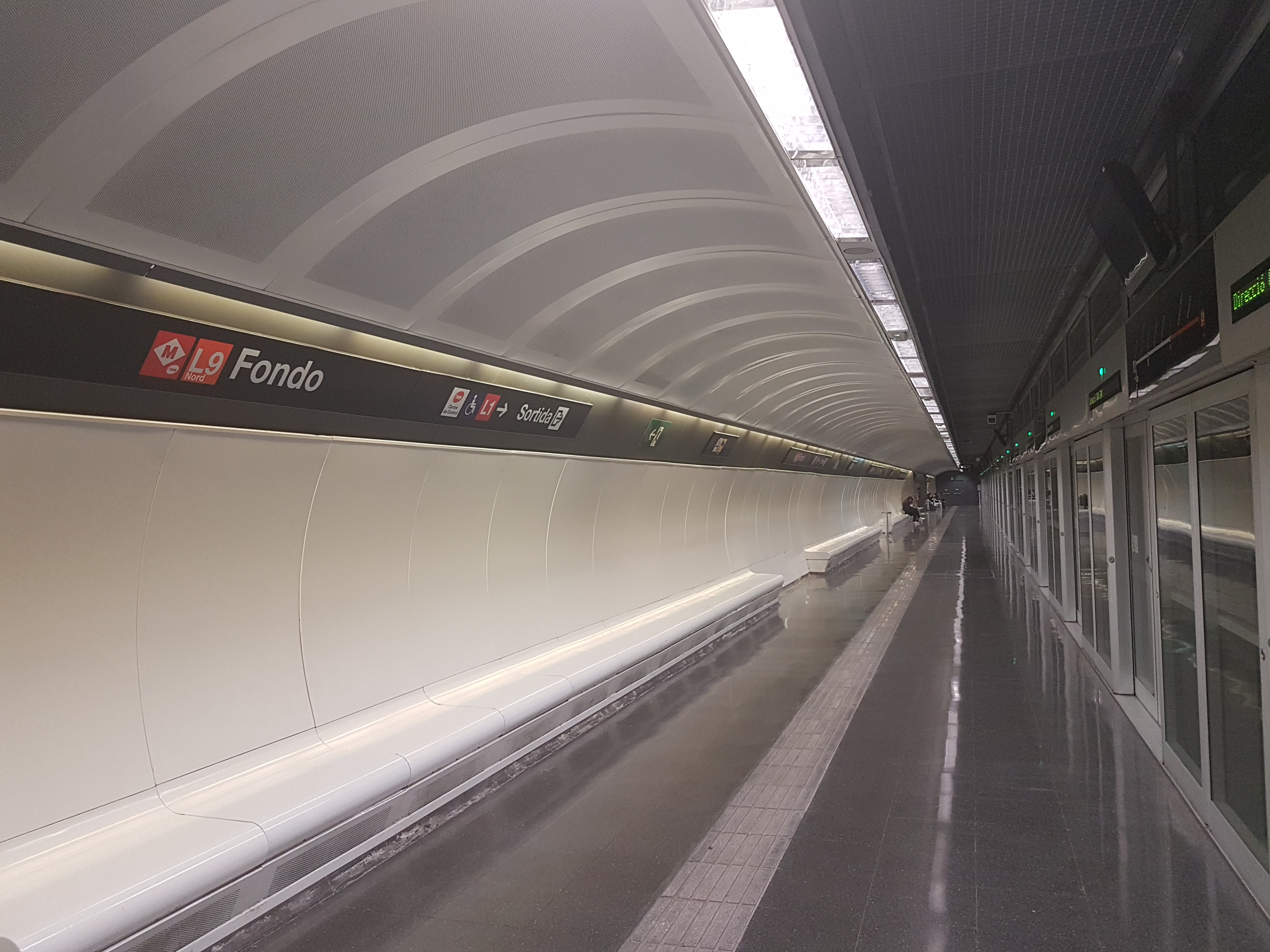
Estação Fondo L9.

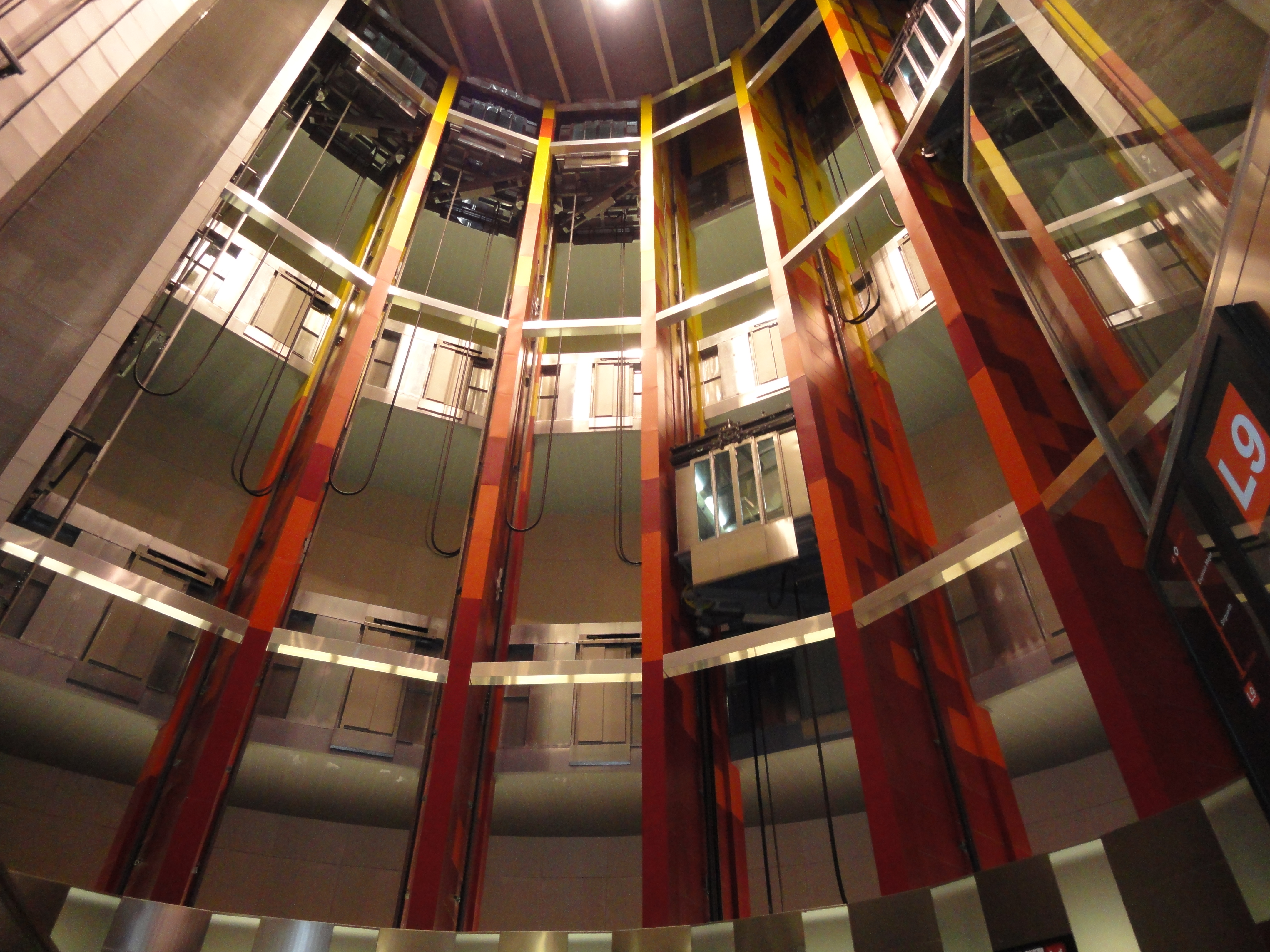
Estação Fondo torre de elevadores.

Fondo é uma estação das linhas  Linha 1 (linha vermelha), da qual é o terminal norte e  Linha 9 do Metro de Barcelona.

## Localização
A estação está situada no município de Santa Coloma de Gramenet, na parte norte da área metropolitana de Barcelona.

## História

### Linha 1
Foi construído em 1992 sob Camí Fondo de Badalona, no bairro de Fondo de onde vem o nome da estação, entre Carrer Dalmau e Carrer Verdi.

### Linha 9
A estação L9 Nord pertence ao trecho 4 (La Sagrera - Can Zam / Gorg). A previsão inicial era abrir a estação em 2004 e posteriormente em 2008, devido aos contratempos foi colocado em operação em 13 de dezembro de 2009, em seu primeiro trecho de 3,9 km que  entre Can Zam e Can Peixauet.
A estação L9 tem 39,58 metros de profundidade e consiste em um poço de 26 metros de diâmetro com 4 níveis: saguão, pré-plataforma, plataforma superior e inferior. A estação possui seis elevadores no saguão e dois elevadores nas duas plataformas.

## Expansão
A extensão da linha L1 desta estação, que deixaria de ser uma estação terminal, para a estação Rodalies de Badalona, está atualmente sendo planejada.

## Acessos
- Sicília
- Mossèn Cinto Verdaguer